# تومي يول
تومي يول (بالإنجليزية: Tommy Yule)‏ هو مدرب كرة قدم ولاعب كرة قدم بريطاني في مركز نصف الجناح، ولد في 27 يناير 1953 في غلاسكو في المملكة المتحدة. لعب مع نادي أردريونيانز ونادي اربوراث.